# Leptochilus crassipunctatus
Leptochilus crassipunctatus är en stekelart som först beskrevs av Maidl 1922.  Leptochilus crassipunctatus ingår i släktet Leptochilus och familjen Eumenidae. Inga underarter finns listade i Catalogue of Life.